# Capitainerie d'Espírito Santo
La capitainerie d'Espírito Santo était l'une des quinze capitaineries héréditaires en lesquelles fut initialement divisé le Brésil à l'époque coloniale. Elle fut créée en 1534 et fut donnée à Vasco Fernandes Coutinho.
Elle avait pour limite les municipalités actuelles de Mucuri (Bahia) et Cachoeiro de Itapemirim (Espírito Santo). Au nord, elle était bordée par la capitainerie de Porto Seguro et au sud par la capitainerie de São Tomé.
Vasco Fernandes Coutinho y débarqua le 23 mars 1535 à la tête d'une expédition. Il fonda le noyau de peuplement qui deviendra la ville actuelle de Vila Velha. En 1704, avec la découverte d'or dans l'intérieur de la capitainerie, la couronne portugaise interdit les excursions vers l'intérieur de la capitainerie qui en est démembrée et donnera naissance au Minas Gerais.
Le 28 février 1821, la capitainerie d'Espírito Santo devint une province qui formera plus tard l'actuel État de l'Espírito Santo lors de la proclamation de la République Brésilienne en 1889. 